# I. Péter aragóniai király
I. Péter (1068 körül – 1104. szeptember 28.) aragóniai és navarrai király 1094-től haláláig.
Sancho király fiaként született, és annak halála után örökölte a két királyságot. Uralkodásáról kevés hiteles történeti adat maradt fenn: annyit tudni, hogy 1096-ban a zaragózai móroktól visszahódította Huescát, majd 1100-ban Barbastrót. Kétszer is megnősült, de gyermektelenül halt meg. A trónon fivére, I. Alfonz követte.